# Copa de Brasil 2007
La Copa de Brasil 2007 (o Copa do Brasil 2007) se inició el 14 de febrero de 2007 y finalizó el 6 de junio del mismo año, representando a los veintiséis estados de Brasil y al Distrito Federal. A los equipos que participan en la Copa Libertadores no se les permite jugar en la Copa Brasil el mismo año.
Fue disputada por 64 equipos clasificados por medio de dos formas: primera, por los campeonatos estatales (dando 54 cupos) y por el ranking de la CBF dando 10 cupos más.

## Formato del campeonato
El formato de la competición se basa en los play-offs donde se juegan partidos de ida y vuelta para definir al clasificado a la siguiente fase. Así, los 64 equipos jugaran la primera fase, clasificando los 32 ganadores. Luego, estos últimos jugarán para definir los 16 equipos que jueguen los octavos de final. Se jugarán octavos de final, cuartos de final, semifinales y final para definir al campeón del torneo.
Los criterios de desempate son:
1. Número de goles convertidos. 

2. Número de goles convertidos de visitante. 

3. Tiros desde el punto del penal.
Durante las dos primeras fases, si el equipo visitante gana por 2 o más goles, clasificará directamente a la siguiente fase sin jugar el partido de vuelta.

## Equipos participantes
Dentro del reglamento del campeonato, los 6 equipos clasificados a la Copa Libertadores 2006 están excluidos de la competición. Esto equipos son: São Paulo, Paulista, Corinthians, Internacional, Goiás y Palmeiras.

### Clasificados por campeonatos estatales
| Estado                       | Equipo                              | Vía de clasificación |
| ---------------------------- | ----------------------------------- | --- |
| Acre 1 cupo                  | ADESG                               | Campeón de Campeonato Acreano 2006                                                                                               |
| Alagoas 2 cupos              | Coruripe CSA                        | Campeón del Campeonato Alagoano 2006 Subcampeón del Campeonato Alagoano 2006                                                     |
| Amapá 1 cupo                 | São José - AP                       | Campeón de Campeonato Amapaense 2006                                                                                             |
| Amazonas 2 cupos             | São Raimundo - AM Fast Clube        | Campeón del Campeonato Amazonense 2006 Subcampeón del Campeonato Amazonense 2006                                                 |
| Bahía 2 cupos                | Colo Colo Vitória - BA              | Campeón del Campeonato Baiano 2006 Subcampeón del Campeonato Baiano 2006                                                         |
| Ceará 2 cupos                | Ceará Fortaleza                     | Campeón del Campeonato Cearense 2006 Subcampeón del Campeonato Cearense 2006                                                     |
| Distrito Federal 2 cupos     | Brasiliense Gama                    | Campeón del Campeonato Brasiliense 2006 Subcampeón del Campeonato Brasiliense 2006                                               |
| Espírito Santo 2 cupos       | Vitória - ES Vilavelhense           | Campeón del Campeonato Capixaba 2006 Campeón de la Copa Espírito Santo 2006                                                      |
| Goiás 2 cupos                | Goiás Atlético Goianiense           | Campeón del Campeonato Goiano 2006 Subcampeón del Campeonato Goiano 2006                                                         |
| Maranhão 2 cupos             | Moto Club Sampaio Corrêa            | Campeón de la 1.º rueda del Campeonato Maranhense 2006 Campeón de la 2.º rueda del Campeonato Maranhense 2006                    |
| Mato Grosso 2 cupos          | Operario - MT Barra do Garças       | Campeón del Campeonato Matogrossense 2006 Subcampeón del Campeonato Matogrossense 2006                                           |
| Mato Grosso del Sur 2 cupos  | Coxim Chapadão                      | Campeón del Campeonato Sul-Matogrossense 2006 Subcampeón del Campeonato Sul-Matogrossense 2006                                   |
| Minas Gerais 3 cupos         | Cruzeiro Ipatinga Villa Nova        | Campeón del Campeonato Mineiro 2006 Semifinalista del Campeonato Mineiro 2006 Campeón de la Copa Minas Gerais 2006               |
| Pará 2 cupos                 | Paysandu Ananindeua                 | Campeón del Campeonato Paraense 2006 Subcampeón del Campeonato Paraense 2006                                                     |
| Paraíba 2 cupos              | Treze Campinense                    | Campeón del Campeonato Paraibano 2006 Cuarto puesto del Campeonato Paraibano 2006                                                |
| Paraná 3 cupos               | ADAP Coritiba Río Branco - PR       | Campeón del Campeonato Paranaense 2006 Tercer puesto del Campeonato Paranaense 2005 Cuarto puesto del Campeonato Paranaense 2005 |
| Pernambuco 2 cupos           | Sport Recife Santa Cruz             | Campeón del Campeonato Pernambucano 2006 Subcampeón del Campeonato Pernambucano 2006                                             |
| Piauí 2 cupos                | Barras Parnahyba                    | Campeón del Campeonato Piauiense 2006 Semifinalista del Campeonato Piauiense 2006                                                |
| Río de Janeiro 3 cupos       | Botafogo Madureira América - RJ     | Campeón del Campeonato Carioca 2006 Subcampeón del Campeonato Carioca 2005 Tercer puesto del Campeonato Carioca 2005             |
| Río Grande del Norte 2 cupos | Baraúnas América de Natal           | Campeón del Campeonato Potiguar 2006 Campeón de la Copa RN 2006                                                                  |
| Río Grande del Sur 3 cupos   | Juventude Caxias do Sul Veranópolis | Tercer puesto del Campeonato Gaúcho 2006 Cuarto puesto del Campeonato Gaúcho 2006 Quinto puesto del Campeonato Gaúcho 2004       |
| Rondonia 1 cupo              | Ulbra                               | Campeón del Campeonato Rondoniense 2006                                                                                          |
| Roraima 1 cupo               | Baré                                | Campeón del Campeonato Roraimense 2006                                                                                           |
| São Paulo 3 cupos            | Palmeiras Noroeste Ferroviária      | Tercer puesto del Campeonato Paulista 2005 Cuarto puesto del Campeonato Paulista 2005 Campeón de la Copa Paulista 2005           |
| Santa Catarina 2 cupos       | Figueirense Avaí                    | Campeón del Campeonato Catarinense 2005 Campeón de torneo clasificatorio                                                         |
| Sergipe 2 cupos              | Pirambu Itabaiana                   | Campeón del Campeonato Sergipano 2006 Campeón de la Copa Governo do Estado de Sergipe 2006                                       |
| Tocantins 1 cupos            | Araguaína                           | Campeón del Campeonato Tocantinense 2006                                                                                         |

### Clasificados por ranking de la CBF
| País                       | Equipo                                     | Vía de clasificación               |
| -------------------------- | ------------------------------------------ | ---------------------------------- |
| Bahía 1 cupo más           | Bahía                                      | Clasificado por ranking de la CBF  |
| Minas Gerais 1 cupo más    | Atlético Mineiro                           | Clasificado por ranking de la CBF  |
| Río de Janeiro 2 cupos más | Vasco da Gama Fluminense                   | Clasificados por ranking de la CBF |
| Paraná 1 cupo más          | Atlético Paranaense                        | Clasificado por ranking de la CBF  |
| Pernambuco 1 cupo más      | Náutico                                    | Clasificados por ranking de la CBF |
| São Paulo 4 cupos más      | Corinthians Guarani Portuguesa Ponte Preta | Clasificados por ranking de la CBF |

## Primera fase
| Fecha ida | Fecha vuelta | Equipo local (ida)      | Equipo visitante (ida) | Resultado ida | Resultado vuelta | Resultado global |
| --------- | ------------ | ----------------------- | ---------------------- | ------------- | ---------------- | ---------------- |
| 14-02     | 21-02        | Vitoria FC              | Ipatinga FC            | 1-0           | 1-3              | 3-2              |
| 14-02     | 22-02        | Baraunas Mossoro        | Vitoria Salvador       | 1-1           | 1-1 (P)          | 1-1              |
| 14-02     | 21-02        | Atlético Goianiense     | Guaraní Campinas       | 0-0           | 2-1              | 2-1              |
| 14-02     | 21-02        | Parnahyba SC            | Náutico Recife         | 1-2           | 0-6              | 1-8              |
| 14-02     | 21-02        | AA Coruripe             | America (RN)           | 1-1           | 1-3              | 2-4              |
| 14-02     | 21-02        | Caxias do Sul           | Coritiba FBC           | 2-1           | 1-4              | 3-5              |
| 14-02     | 21-02        | Ulbra Ji Parana         | Santa Cruz Recife      | 2-0           | 2-1              | 4-1              |
| 14-02     | 28-02        | ADESG Senador Guiomard  | Fluminense (RJ)        | 1-2           | 0-6              | 1-8              |
| 21-02     | 28-02        | Rio Branco Paranagua    | Avai Florianopolis     | 1-1           | 1-0              | 2-1              |
| 14-02     | 21-02        | ADAP Galo Maringa       | Noroeste Bauru         | 0-0           | 1-4              | 1-4              |
| 14-02     | 21-02        | Operario Varzea Grande  | Palmeiras              | 0-0           | 0-5              | 0-5              |
| 21-02     | 28-02        | CM Ananindeua           | Sao Raimundo Manaus    | 0-1           | 2-0              | 2-1              |
| 14-02     | 21-02        | SER Chapadoa            | Portuguesa Sao Paulo   | 0-0           | 0-2              | 0-2              |
| 21-02     | 28-02        | Ferroviaria Araraquara  | Juventude              | 1-3           | 2-0              | 3-3              |
| 21-02     | 28-02        | Barra do Garcas FC      | Brasiliense Taguatinga | 0-0           | 1-4              | 1-4              |
| 14-02     | 21-02        | Sampaio Correa Sao Luis | Fortaleza EC           | 1-3           | 0-0              | 1-3              |
| 14-02     | 21-02        | Bare Boa Vista          | America Natal          | 1-0           | 0-2              | 1-2              |
| 21-02     | 28-02        | Moto Clube Sao Luis     | Goías                  | 1-3           | 0-0              | 1-3              |
| 14-02     | 21-02        | Araguaina FeR           | SE do Gama             | 1-3           | 0-0              | 1-3              |
| 14-02     | 21-02        | Colo Colo Ilheus        | Atlético Mineiro       | 1-3           | 0-0              | 1-3              |
| 21-02     | 28-02        | Villa Nova Nova Lima    | Ponte Preta Campinas   | 1-0           | 3-2              | 4-2              |
| 21-02     | 28-02        | AO de Itabaiana         | Bahia Salvador         | 1-2           | 1-0              | 2-2              |
| 22-02     | 28-02        | Vilavelhense FC         | Treze Campina Grande   | 1-0           | 1-3              | 2-3              |
| 21-02     | 28-02        | Sao José Macapa         | Paysandu Belem         | 2-2           | 0-1              | 2-3              |
| 14-02     | 28-02        | Fast Clube Manaus       | Vasco da Gama          | 1-2           | 0-6              | 1-8              |
| 14-02     | 28-02        | Madureira Rio Janeiro   | Figueirense            | 2-3           | 0-2              | 2-5              |
| 22-02     | 28-02        | Barras FC               | Ceara Fortaleza        | 1-0           | 0-2              | 1-2              |
| 22-02     | 28-02        | Campinense Clube        | Sport Recife           | 1-1           | 0-3              | 1-4              |
| 21-02     | 28-02        | Veranopolis ECReC       | Cruzeiro               | 0-0           | 0-1              | 0-1              |
| 21-02     | 28-02        | Coxim AC                | Atlético Paranaense    | 2-5           | 0-0              | 2-5              |
| 21-02     | 1-03         | Olímpico Pirambu        | Corinthians            | 1-1           | 0-3              | 1-4              |
| 14-02     | 1-03         | CSA Maceio              | Botafogo               | 1-1           | 2-5              | 3-6              |

## Segunda fase
| Fecha ida | Fecha vuelta | Equipo local (ida)     | Equipo visitante (ida) | Resultado ida | Resultado vuelta | Resultado global |
| --------- | ------------ | ---------------------- | ---------------------- | ------------- | ---------------- | ---------------- |
| 14-03     | 21-03        | CM Ananindeua          | Sport Recife           | 0-0           | 0-5              | 0-5              |
| 14-03     | 21-03        | Atlético Goianiense    | Fortaleza EC           | 3-2           | 2-3              | 5-5              |
| 14-03     | 21-03        | Bahia Salvador         | Goías                  | 1-1           | 3-3              | 4-4              |
| 14-03     | 21-03        | Brasiliense Taguatinga | Juventude              | 2-3           | 0-0              | 2-3              |
| 14-03     | 21-03        | Treze Campina Grande   | Corinthians            | 0-0           | 0-2              | 0-2              |
| 14-03     | 22-03        | Ceara Fortaleza        | Botafogo               | 1-2           | 0-2              | 1-4              |
| 21-03     | 04-04        | SE do Gama             | Vasco da Gama          | 2-2           | 2-1              | 4-3              |
| 21-03     | 04-04        | América (RJ)           | Atlético Mineiro       | 1-1           | 1-2              | 2-3              |
| 21-03     | 04-04        | Ulbra Ji Parana        | Coritiba FBC           | 2-2           | 0-1              | 2-3              |
| 21-03     | 04-04        | Paysandu               | Náutico Recife         | 1-0           | 0-5              | 1-5              |
| 21-03     | 04-04        | América Natal          | Fluminense             | 1-2           | 1-0              | 2-2              |
| 14-03     | 04-04        | Noroeste Bauru         | Figueirense            | 0-0           | 1-4              | 1-4              |
| 21-03     | 04-04        | Vitoria Salvador       | Atlético Paranaense    | 4-1           | 0-3              | 4-4              |
| 14-03     | 05-04        | Portuguesa             | Cruzeiro               | 0-0           | 0-0              | 1-2              |
| 21-03     | 05-04        | Ipatinga FC            | Palmeiras              | 2-0           | 0-2 (P)          | 2-2              |
| 05-03     | 11-04        | Villa Nova Nova Lima   | Avaí Florianopolis     | 0-0           | 2-3              | 2-3              |

## Fase final
|  | Octavos de final         | Octavos de final  | Octavos de final  |                     |   | Cuartos de final | Cuartos de final | Cuartos de final |  |  | Semifinales      | Semifinales      | Semifinales      |  |  | Final                   | Final                   | Final                   |
|  | 18 al 26 de abril        | 18 al 26 de abril | 18 al 26 de abril |                     |   | 2 al 10 de mayo  | 2 al 10 de mayo  | 2 al 10 de mayo  |  |  | 16 al 23 de mayo | 16 al 23 de mayo | 16 al 23 de mayo |  |  | 30 de mayo y 6 de junio | 30 de mayo y 6 de junio | 30 de mayo y 6 de junio |
|  |                          |                   |                   |                     |   |                  |                  |                  |  |  |                  |                  |                  |  |  |                         |                         |                         |
|  |                          |                   |                   |                     |   |                  |                  |                  |  |  |                  |                  |                  |  |  |                         |                         |                         |
|  |                          |                   |                   |                     |   |                  |                  |                  |  |  |                  |                  |                  |  |  |                         |                         |                         |
|  | Botafogo                 | 1                 | 3                 |                     |   |                  |                  |                  |  |  |                  |                  |                  |  |  |                         |                         |                         |
|  | Botafogo                 | 1                 | 3                 |                     |   |                  |                  |                  |  |  |                  |                  |                  |  |  |                         |                         |                         |
|  | Coritiba                 | 0                 | 3                 |                     |   |                  |                  |                  |  |  |                  |                  |                  |  |  |                         |                         |                         |
|  | Coritiba                 | 0                 | 3                 | Botafogo            | 0 | 2                |                  |                  |  |  |                  |                  |                  |  |  |                         |                         |                         |
|  |                          |                   |                   |                     | 0 | 2                |                  |                  |  |  |                  |                  |                  |  |  |                         |                         |                         |
|  |                          | Atlético Mineiro  | 0                 | 1                   |   |                  |                  |                  |  |  |                  |                  |                  |  |  |                         |                         |                         |
|  | Atlético Mineiro         | Atlético Mineiro  | 0                 | 1                   | 2 | 1                |                  |                  |  |  |                  |                  |                  |  |  |                         |                         |                         |
|  | Atlético Mineiro         |                   |                   |                     | 2 | 1                |                  |                  |  |  |                  |                  |                  |  |  |                         |                         |                         |
|  | Avaí                     | 0                 | 0                 |                     |   |                  |                  |                  |  |  |                  |                  |                  |  |  |                         |                         |                         |
|  | Avaí                     | 0                 | 0                 | Botafogo            | 0 | 3                |                  |                  |  |  |                  |                  |                  |  |  |                         |                         |                         |
|  |                          |                   |                   |                     | 0 | 3                |                  |                  |  |  |                  |                  |                  |  |  |                         |                         |                         |
|  |                          | Figueirense (v.)  | 2                 | 1                   |   |                  |                  |                  |  |  |                  |                  |                  |  |  |                         |                         |                         |
|  | Figueirense              | Figueirense (v.)  | 2                 | 1                   | 4 | 2                |                  |                  |  |  |                  |                  |                  |  |  |                         |                         |                         |
|  | Figueirense              |                   |                   |                     | 4 | 2                |                  |                  |  |  |                  |                  |                  |  |  |                         |                         |                         |
|  | Gama                     | 2                 | 1                 |                     |   |                  |                  |                  |  |  |                  |                  |                  |  |  |                         |                         |                         |
|  | Gama                     | 2                 | 1                 | Figueirense         | 2 | 1                |                  |                  |  |  |                  |                  |                  |  |  |                         |                         |                         |
|  |                          |                   |                   |                     | 2 | 1                |                  |                  |  |  |                  |                  |                  |  |  |                         |                         |                         |
|  |                          | Náutico           | 2                 | 0                   |   |                  |                  |                  |  |  |                  |                  |                  |  |  |                         |                         |                         |
|  | Corinthians              | Náutico           | 2                 | 0                   | 2 | 0                |                  |                  |  |  |                  |                  |                  |  |  |                         |                         |                         |
|  | Corinthians              |                   |                   |                     | 2 | 0                |                  |                  |  |  |                  |                  |                  |  |  |                         |                         |                         |
|  | Náutico                  | 2                 | 2                 |                     |   |                  |                  |                  |  |  |                  |                  |                  |  |  |                         |                         |                         |
|  | Náutico                  | 2                 | 2                 | Figueirense         | 1 | 0                |                  |                  |  |  |                  |                  |                  |  |  |                         |                         |                         |
|  |                          |                   |                   |                     | 1 | 0                |                  |                  |  |  |                  |                  |                  |  |  |                         |                         |                         |
|  |                          | Fluminense        | 1                 | 1                   |   |                  |                  |                  |  |  |                  |                  |                  |  |  |                         |                         |                         |
|  | Sport Recife             | Fluminense        | 1                 | 1                   | 1 | 1 (2)            |                  |                  |  |  |                  |                  |                  |  |  |                         |                         |                         |
|  | Sport Recife             |                   |                   |                     | 1 | 1 (2)            |                  |                  |  |  |                  |                  |                  |  |  |                         |                         |                         |
|  | Ipatinga (p.)            | 1                 | 1 (4)             |                     |   |                  |                  |                  |  |  |                  |                  |                  |  |  |                         |                         |                         |
|  | Ipatinga (p.)            | 1                 | 1 (4)             | Ipatinga            | 2 | 0                |                  |                  |  |  |                  |                  |                  |  |  |                         |                         |                         |
|  |                          |                   |                   |                     | 2 | 0                |                  |                  |  |  |                  |                  |                  |  |  |                         |                         |                         |
|  |                          | Brasiliense       | 2                 | 1                   |   |                  |                  |                  |  |  |                  |                  |                  |  |  |                         |                         |                         |
|  | Brasiliense              | Brasiliense       | 2                 | 1                   | 1 | 1                |                  |                  |  |  |                  |                  |                  |  |  |                         |                         |                         |
|  | Brasiliense              |                   |                   |                     | 1 | 1                |                  |                  |  |  |                  |                  |                  |  |  |                         |                         |                         |
|  | Cruzeiro                 | 0                 | 1                 |                     |   |                  |                  |                  |  |  |                  |                  |                  |  |  |                         |                         |                         |
|  | Cruzeiro                 | 0                 | 1                 | Brasiliense         | 2 | 1                |                  |                  |  |  |                  |                  |                  |  |  |                         |                         |                         |
|  |                          |                   |                   |                     | 2 | 1                |                  |                  |  |  |                  |                  |                  |  |  |                         |                         |                         |
|  |                          | Fluminense        | 4                 | 1                   |   |                  |                  |                  |  |  |                  |                  |                  |  |  |                         |                         |                         |
|  | Atlético Paranaense (v.) | Fluminense        | 4                 | 1                   | 1 | 2                |                  |                  |  |  |                  |                  |                  |  |  |                         |                         |                         |
|  | Atlético Paranaense (v.) |                   |                   |                     | 1 | 2                |                  |                  |  |  |                  |                  |                  |  |  |                         |                         |                         |
|  | Atlético Goianiense      | 3                 | 0                 |                     |   |                  |                  |                  |  |  |                  |                  |                  |  |  |                         |                         |                         |
|  | Atlético Goianiense      | 3                 | 0                 | Atlético Paranaense | 1 | 0                |                  |                  |  |  |                  |                  |                  |  |  |                         |                         |                         |
|  |                          |                   |                   |                     | 1 | 0                |                  |                  |  |  |                  |                  |                  |  |  |                         |                         |                         |
|  |                          | Fluminense        | 1                 | 1                   |   |                  |                  |                  |  |  |                  |                  |                  |  |  |                         |                         |                         |
|  | Bahía                    | Fluminense        | 1                 | 1                   | 1 | 2                |                  |                  |  |  |                  |                  |                  |  |  |                         |                         |                         |
|  | Bahía                    |                   |                   |                     | 1 | 2                |                  |                  |  |  |                  |                  |                  |  |  |                         |                         |                         |
|  | Fluminense (v.)          | 1                 | 2                 |                     |   |                  |                  |                  |  |  |                  |                  |                  |  |  |                         |                         |                         |

- Nota: En cada llave, el equipo ubicado en la primera línea es el que ejerce la localía en el partido de vuelta.

### Octavos de final
| 18 de abril de 2007, 21:45 | Ipatinga     | 1:1 (0:0) | Sport Recife  | Estadio Ipatingão, Ipatinga |  |
|                            | Ferreira 60' | Reporte   | Fumagalli 79' |                             |  |

| 25 de abril de 2007, 21:45 | Sport Recife                                      | 1:1 (0:1) (2:4 p.)         | Ipatinga                                   | Estadio Ilha do Retiro, Recife |  |
|                            | Carlinhos Bala 32'                                | Reporte                    | Beto 7'                                    |                                |  |
|                            |                                                   | Tiros desde el punto penal |                                            |                                |  |
|                            | Luciano Henrique · Washington · Ticão · Fumagalli |                            | Diego Silva · Matheus · Everton · Adeílson |                                |  |

| 18 de abril de 2007, 21:45 | Cruzeiro | 0:1 (0:1) | Brasiliense | Estadio Mineirão, Belo Horizonte |  |
|                            |          | Reporte   | Agenor 6'   |                                  |  |

| 25 de abril de 2007, 21:45 | Brasiliense | 1:1 (1:1) | Cruzeiro                    | Estadio Boca do Jacaré, Taguatinga |  |
|                            | Dimba 21'   | Reporte   | Leandro Padovani 20' (a.g.) |                                    |  |

| 18 de abril de 2007, 21:45 | Gama                          | 2:4 (1:1) | Figueirense                                       | Estadio Mané Garrincha, Brasilia |  |
|                            | Neto Potiguar 17' · Nunes 68' | Reporte   | Ruy Cabeção 7' · Edson 60' · André Santos 72' 79' |                                  |  |

| 25 de abril de 2007, 21:45 | Figueirense                          | 2:1 (0:1) | Gama        | Estadio Orlando Scarpelli, Florianópolis |  |
|                            | Ruy Cabeção 48' · Felipe Santana 73' | Reporte   | Valdeir 21' |                                          |  |

| 18 de abril de 2007, 20:45 | Atlético Goianiense                  | 3:1 (2:1) | Atlético Paranaense | Estadio Serra Dourada, Goiânia |  |
|                            | Anaílson 12' · Gilson 34' · Roni 88' | Reporte   | Ferreira 11'        |                                |  |

| 25 de abril de 2007, 21:45 | Atlético Paranaense              | 2:0 (0:0) | Atlético Goianiense | Arena da Baixada, Curitiba |  |
|                            | Alex Mineiro 58' · Jancarlos 65' | Reporte   |                     |                            |  |

| 18 de abril de 2007, 21:45 | Avaí | 0:2 (0:0) | Atlético Mineiro                 | Estadio de la Ressacada, Florianópolis |  |
|                            |      | Reporte   | Vanderlei 50' · Dyego Coelho 84' |                                        |  |

| 25 de abril de 2007, 21:45 | Atlético Mineiro | 1:0 (0:0) | Avaí | Estadio Mineirão, Belo Horizonte |  |
|                            | Galvão 58'       | Reporte   |      |                                  |  |

| 18 de abril de 2007, 21:45 | Náutico                | 2:2 (0:2) | Corinthians           | Estadio dos Aflitos, Recife |  |
|                            | Acosta 52' · Sidny 83' | Reporte   | Magrão 20' · Jean 84' |                             |  |

| 26 de abril de 2007, 20:30 | Corinthians | 0:2 (0:2) | Náutico                      | Estadio Pacaembú, São Paulo |  |
|                            |             | Reporte   | Vágner Rosa 15' · Acosta 45' |                             |  |

| 19 de abril de 2007, 21:45 | Fluminense         | 1:1 (1:0) | Bahía          | Estadio Maracanã, Río de Janeiro |  |
|                            | Carlos Alberto 16' | Reporte   | Fábio Saci 46' |                                  |  |

| 25 de abril de 2007, 20:30 | Bahía                            | 2:2 (1:1) | Fluminense              | Estadio Pacaembú, São Paulo |  |
|                            | Emerson Cris 8' · Fábio Saci 55' | Reporte   | Cícero 27' · Soares 67' |                             |  |

| 19 de abril de 2007, 20:30 | Coritiba | 0:1 (0:2) | Botafogo           | Estadio Couto Pereira, Curitiba |  |
|                            |          | Reporte   | Luciano Almeida 7' |                                 |  |

| 25 de abril de 2007, 20:30 | Botafogo                               | 3:3 (2:2) | Coritiba                                | Estadio Maracanã, Río de Janeiro |  |
|                            | Túlio 4' · Lúcio Flávio 40' · Dodô 61' | Reporte   | Túlio Souza 25' · Henrique Dias 34' 69' |                                  |  |

### Cuartos de final
| 2 de mayo de 2007, 21:45 | Náutico                | 2:2 (0:0) | Figueirense           | Estadio dos Aflitos, Recife |  |
|                          | Acosta 58' · Deleu 62' | Reporte   | Victor Simões 74' 80' |                             |  |

| 9 de mayo de 2007, 21:45 | Figueirense       | 1:0 (1:0) | Náutico | Estadio Orlando Scarpelli, Florianópolis |  |
|                          | Victor Simões 26' | Reporte   |         |                                          |  |

| 2 de mayo de 2007, 20:45 | Fluminense       | 1:1 (1:1) | Atlético Paranaense | Estadio Maracanã, Río de Janeiro |  |
|                          | Thiago Silva 16' | Reporte   | Nei 30'             |                                  |  |

| 9 de mayo de 2007, 20:45 | Atlético Paranaense | 0:1 (0:0) | Fluminense         | Arena da Baixada, Curitiba |  |
|                          |                     | Reporte   | Adriano Magrão 26' |                            |  |

| 2 de mayo de 2007, 20:45 | Brasiliense                | 2:2 (0:1) | Ipatinga                          | Estadio Boca do Jacaré, Taguatinga |  |
|                          | Dimba 47' · Padovani 90+4' | Reporte   | Charles 7' · Evandro Roncatto 58' |                                    |  |

| 9 de mayo de 2007, 20:45 | Ipatinga | 0:1 (0:0) | Brasiliense | Estadio Ipatingão, Ipatinga |  |
|                          |          | Reporte   | Dimba 69'   |                             |  |

| 2 de mayo de 2007, 20:45 | Atlético Mineiro | 0:0 (0:0) | Botafogo | Estadio Mineirão, Belo Horizonte |  |
|                          |                  | Reporte   |          |                                  |  |

| 10 de mayo de 2007, 20:45 | Botafogo                        | 2:1 (0:1) | Atlético Mineiro | Estadio Maracanã, Río de Janeiro |  |
|                           | André Lima 46' · Alex Bruno 55' | Reporte   | Éder Luís 39'    |                                  |  |

### Semifinal
| 16 de mayo de 2007, 20:45 | Fluminense                                                                 | 4:2 (2:1) | Brasiliense                    | Estadio Maracanã, Río de Janeiro |  |
|                           | Thiago Silva 36' · Alex Dias 39' · Adriano Magrão 50' · Carlos Alberto 77' | Reporte   | Rafael Toledo 18' · Warley 67' |                                  |  |

| 23 de mayo de 2007, 20:45 | Brasiliense     | 1:1 (1:0) | Fluminense         | Estadio Boca do Jacaré, Taguatinga |  |
|                           | Allan Dellon 5' | Reporte   | Adriano Magrão 49' |                                    |  |

| 16 de mayo de 2007, 20:45 | Figueirense                            | 2:0 (0:1) | Botafogo | Estadio Orlando Scarpelli, Florianópolis |  |
|                           | Cleiton Xavier 13' · Victor Simões 24' | Reporte   |          |                                          |  |

| 23 de mayo de 2007, 20:45 | Botafogo                                                        | 3:1 (2:0) | Figueirense        | Estadio Maracanã, Río de Janeiro |  |
|                           | Zé Roberto 18' · André Lima 45' · Vinícius Orlando 90+3' (a.g.) | Reporte   | Cleiton Xavier 89' |                                  |  |

### Final
| 30 de mayo de 2007, 21:45 | Fluminense         | 1:1 (0:0) | Figueirense  | Estadio Maracanã, Río de Janeiro |                                 |
|                           | Adriano Magrão 88' | Reporte   | Henrique 83' | Asistencia: 64 669 espectadores  | Asistencia: 64 669 espectadores |

| 6 de junio de 2007, 21:45 | Figueirense | 0:1 (0:1) | Fluminense | Estadio Orlando Scarpelli, Florianópolis |                                 |
|                           |             | Reporte   | Roger 3'   | Asistencia: 18.185 espectadores          | Asistencia: 18.185 espectadores |

| Bandera del estado de Río de Janeiro |
| Campeón Fluminense 1.er título       |